# IRA
Irska republikanska armija (irski: Óglaigh na hÉireann) bila je irska republikanska revolucionarna vojna organizacija koja je nastala iz organizacije Irskih volontera, koji su ustanovljeni 25. studenog 1913. i koji su u travnju 1916. započeli Uskrsni ustanak. Irske volontere je prepoznao Dáil Éireann kao legitimnu vojsku jednostrano proglašene Irske republike na Uskrs 1916. godine. Prema tome, IRA je vodila gerilsku kampanju protiv britanske vlasti u Irskoj za vrijeme Irskog rata za nezavisnost od 1919. do 1921.
Prvotna se IRA raspala 1922., nakon potpisivanja Anglo-irskog sporazum, članovi IRA-e koji su podržavali primirje su stvorili jezgru vojske novonastale države. Ipak, veliki postotak boraca je bio protiv sporazuma. Dio frakcije koji je bio protiv primirja sukobio se s bivšim suborcima od 1922. do 1923., s namjerom stvaranja potpune nezavisne Irske države. Iako su izgubili u tom građanskom ratu, grupa je nastavila postojati, s namjerom stvaranja slobodne Irske države sa Sjevernom Irskom kao njenim sastavnim dijelom.

## Podrijetlo
Ideja oružane borbe protiv engleskih okupatora imala je dugogodišnju povijest, još od Ujedinjenih Iraca i njihove pobune od 1798. do 1803., Pobune mladih Iraca 1848. i pobune Irskog bratstva 1867. godine. Osim toga, metode kojima se služila IRA bile su djelomično inspirirane tradicijom militantnih seljačkih društava, koja su promicala ideju slobodne Irske.
Skraćenicu IRA prvi put koristi Bratstvo Fenijana u Americi, za vrijeme Američkog građanskog rata, kada se Irska revolucionarna armija borila u Bitci kod Ridgewaya, 2. lipnja 1866. godine. Ipak, izraz IRA u modernim smislu se prvi put koristi u drugom desetljeću 20. stoljeća za pobunjeničke postrojbe Irskih volontera i Vojske irskih građana za vrijeme Uskrsnog ustanka. Ipak, najčešće se koristi za one Volontere koji su vodili gerilski rat od 1919 do 1921. protiv britanskog uzurpatora.

### Pozadina
Političko nasilje koje je izbilo u Irskoj između 1916. i 1923. ima svoje korijene u zahtijevima Irskih nacionalista za vlastitom vladom i većom autonomijom. Kako je Britanska vlada započela s uvođenjem vlade u Irskoj, tako su nastajale unionističke i nacionalističke oružane paravojne postrojbe, Volonterskih snaga Ulstera i Irski volonteri.
Kada je Britanski parlament prebacio neke svoje ovlasti na Irsku Vladu, s ciljem dobivanja veće autonomije unutar Ujedinjenog kraljevstva Velike Britanije i Irske, došlo je do previranja zbog neslaganja oko Irske autonomije i oružanih incidenata između Volonterskih snaga Ulstera i Irskih volontera, što će dovesti do građanskog rata.
Ustanak je bio odgođen zbog početka Prvog svjetskog rata, kada je do došlo do odvajanja Irskih volontera. Nacionalni volonteri, s više od 100 tisuća članova, predvođeni Irskom parlamentarnom strankom bili su spremni prihvatiti britanska obećanja i njih 20 tisuća se pridružilo britanskoj vojci. Ipak, oko 12 tisuća Volontera, pretvođeni Eoinom MacNeillom, koji su bili pod utjecajem Irskog republikanskog bratstva (IRB), odbili su se priključiti britanskoj vojsci i zadržali su naziv Irski voloneri. I dok je MacNeill namjeravao koristiti silu samo kako bi spriječio novačenje, IRB je namjeravalo započeti oružanu pobunu. 
Manja organizacija, Vojska irskih građana, u početku sindikat s vođom Jamesom Connollyjem, namjeravala je započeti vlastitu oružanu borbu. Kako bi spriječili zabune, IRB je uvelo Connollyja u njihovo vrhovno vijeće 1915. godine.

### Uskrsni ustanak
Oružje su pokušali dobaviti iz Njemačke, negdje oko 20 tisuća pušaka i 10 strojnica. Ipak, urota je otkrivena i brod koji je prenosio oružje je otkriven i potopljen kako oružje nebi dospjelo u ruke Britanaca. Ustanak je izbio 24. travnja 1916. Ipak, Eion MacNeill, vođa Volontera je otkrio namjeru i u zadnji trenutak izdao suprotne naredbe Volonterima diljem zemlje. Zbog toga, umjesto 12 tisuća, ustalo je samo 2 tisuće boraca. Plan IRB-a je bio zauzeti područje oko Dublina i započeti ustanak diljem zemlje. 
Nakon tjedan dana uličnih borbi pobunjenici su se predali. Britanska je vojska imala preko 16 tisuća vojnika, a koristila topništvo i mornaricu kako bi ugušila pobunu. Preko pola od 500 ubijenih su bili civili. Za vrijeme ustanka Volonteri su se počeli nazivati Irska revolucionarna armija. 
Vođe ustanka su zauzele glavni poštanski ured u Dublinu i izvjesili zelenu zastavu, objavljujući nezavisnost Irske. Iako je Uskrsni ustanak poslije postao slavni događaj za Irske nacionaliste, bio je izrazito nepopularan u to vrijeme. Pobunjenička frakcija je bila tek manjina unutar irskih nacionalista, i preko 200 tisuća Iraca je služilo u britanskoj vojsci za vrijeme rata. Ipak, javnost je uglavnom krivila pobunjenike za smrt i razaranje za vrijeme sukoba. Javnost je pozivala na smaknuće vođa ustanka, a zarobljene ustanike, koje su odvodili brodovima u zatvore u Welshu, gađali su kamenjima, pljuvali po njima i praznili zdjele s mokraćom po njima.
Ipak, javno se minjenje hitno mijenja u korist pobunjenika tijekom iduće dvije godine. U početku je to izazvano zbog smaknuće 16 postarijih vođa, poput Jamesa Connollyja, koji je bio prebolestan da bi uopće stajao. Kasnije je javnost još više stala na stranu pobunjenika 1917. i 1918. za vrijeme novačenja, kada je Britanija pokušala unovačiti Irce kako bi pojačala ratna djelovanja. Do kraja 1917. to je izazvalo golemo nezadovljstvo zbog velikih stradanja na Zapadnom frontu.
Maloj nacionalističkoj stranci Sinn Féin, dane su zasluge za vođenje Uskrsnog ustanka, premda to nije bilo točno. Njen vođa, Arthur Griffith, zapravo je podržavao Irsku vladu unutar dvojne monarhije. Preživjeli iz Uskrsnog ustanka, poput Éamona de Valere su inflitrirali i preuzeli Sinn Féin 1917. godine i zadali za cilj osnutak Irske republike.
Od 1916. do 1918. dvije dominantne nacionalističke struje, Sinn Fein i Irska parlamentarna stranka, borile su se na nekoliko izbora, bez pobjednika, do početka britanskog novačenja. Tada je Sinn Fein dobio na generalnim izborima 1918. Sinn Feinovi članovi Britanskog parlamenta su se povukli i proglasili Irsku republiku, s njima kao legitimnom vladom. Zasjedali su na vlastitom parlamentu, kojeg su nazvali Dáil. U novom odnosu strana, Irski volonteri, koji su imali preko 100 tisuća članova, reorganizirani su kao vojska Irske republike. Tada su se počeli nazivati Irskom revolucionarnom armijom.

## Nastanak IRA-e nakon Uskrsnog ustanka
Prvi koraci u reorganizaciji Irskih volontera započeli su 27. listopada 1917. za vrijeme konvencije u Dublinu. Nekih 250 ljudi je otišlo na konvenciju, dok su mnogi, još uvijek u zatvoru, bili spriječeni. Konvencijom je predsjedao de Valera, koji je dan prije izabran za predsjednika Sinn Feina. Osim njega, bili su prisutni mnogi drugi koji su zaslužni za preustroj volontera, od kojih su mnogi bili bivši zatvorenici. De Valera je proglašen predsjednikom, a izvršno tijelo je također odabrano, a sastojalo se od provincijskih predstavnika. Osim njega, mnogi drugi su bili odabrani za vođe raznih ogranaka IRA-e. To su bili Michael Collins (voditelj organiziranja), Diarmuid Lynch (voditelj komunikacija), Michael Staines (voditelj dobave), Rory O'Connor (voditelj tehničkog ogranka). Seán McGarry je izabran za generalnog tajnika, dok je Cathal Burgha odabran za predsjedavajućeg u izvršnom tijelu.

## Irska skupština i IRA
Parlamentarci Sinn Feina koji su odabrani 1918. ispunili su svoje obećanje da neće sjesti u fotelje u Britanskom parlamentu, već su ustanovili nezavisnu Irsku skupšinu (parlament). 21. siječnja 1919., ovaj novi, neslužbeni parlament prvi je put zasjedao u Dublinu. Za premijera je odabran Cathal Burga. U teoriji, IRA je bila odgovorna skupštini i bila je vojska Irske države, ali je zapravo skupština imala problema s kontroliranjem Volontera. 
Novo vodstvo Irske republike se bojalo da IRA neće prihvatiti njihov autoritet. Strah se još više povećao nakon što je 21. siječnja, kada se novi nacionalni parlament trebao sastati, pobunjena frakcija IRA-e u eksploziji ubila Jamesa McDonnella i Patricka O'Connella, pripadnike Irske policije (Royal Irish Constabulary - RIC). Zapravo, ljudi koji su počinili ta ubojstva su prekršili pravila IRA-e i trebali su biti vojno suđeni, ali se smatralo politički korektnje držati ih za primjer oživljenog militarizma. Sukob IRA - RIC se uskoro proširio i na provinciju, gdje su djelovali leteći odredi. 
Pokušaji da nastane sporazum između IRA-e i Irskog parlamenta započeli su i prije napada u siječnju. Ogranak IRA-e, An tÓglách (Volonter), izdao je načela dogovorena na pregovorima između IRA-e i Irske vlade, u kojima se jasno ističu načelo da će se prema svim neprijateljskim oružanim snagama - bilo vojnicima ili policajcima, tretirati kao prema napadačkoj vojsci.
Odnos Vlade i IRA-e je također jasno definiran:
1. Vlada ima jednaku vlast i autoritet kao i normalna vlada.
2. Ona, ne IRA, ima upravu nad djelovanjima IRA-e;
3. Jasno je definirano ratno stanje.

Kao dio strategije da se preuzme IRA, Brugha je predložio parlamentu da svi borci polože zakletvu da su privrženi parlamentu. Također je predložio da parlamentarci polože istu zakletvu. 25. kolovoza August Collins je u svom pismu de Valeri izjavio da su problemi s Volonterima riješeni.
Iako je ovo bilo riješeno na jednoj razini, prošla je još godina dok Volonteri nisu položili zakletvu, što se dogodilo u kolovozu 1920. godine.

## Rat za nezavisnost
IRA je vodila gerilski rat protiv britanskih snaga u Irskoj od 1919. do srpnja 1921. Najintenzivniji period sukoba bio je od studenog 1920. do srpnja 1921. Kampanja koju je vodila IRA može se grubo podijeliti u tri faze. Prva, 1919., uključivala je reorganizaciju Irskih volontera u gerilske postrojbe. 
Organizatori, poput Erniea O'Malleya su poslani diljem zemlje kako bi uspostavili gerilske odrede. Iako su volonteri imali oko sto tisuća ljudi, nekih 15 000 je sudjelovalo u ratu. 1919. godine, Collins, vođa obavještajnog organka IRA-e, organizirao je "Odred" - jedinicu s ciljem organiziranja i izvršenja atententata na istaknute članove irske policije. Ovaj odred, još nazivan i "Dvanaest apostola", do kraja 1919. izvršio je atentate na četiri člana Dublinske metropolitanske policije i 11 članova RIC-a. RIC je napustio većinu svojih manjih postaja u seoskim područjima, a oko 400 njih je spalila IRA u koordiniranoj akciji 1920. godine.
Druga faza IRA-ine kampanje, od siječnja do srpnja 1920. uključivala je napade na utvrđene policijske postaje u gradovima. U ovom periodu, 16 ih je bilo uništeno i 29 teško oštećeno. Nekoliko događaja pri kraju 1920-e su pojačali sukob. Prvo, Britanija je proglasila ratno stanje u dijelovima Irske, kako bi omogućila sabirne logore (eng. internment), zatvaranje bez suđenja i smaknuća. Zatim su mobilizirali paravojnu organizaciju "Black and Tans" (koja je dobila ime po svojim uniformama od crne i bež boje) i Pomoćnu diviziju, te dopremila još više pripadnika Britanske vojske u Irsku. Treća faza ratovanja uključuje napade na britanske položaje, i borbu s daleko nadmoćnijim neprijateljem. Za vrijeme treće faze IRA je bila reorganizirana u leteće odrede, i počela se služiti zasjedama kao glavnom taktikom.
Iako je većina provincija vidjela nešto sukoba od 1919. do 1920., glavina rata se vodila u Dublinu i južnoj provinciji Muster. U Musteru, IRA je izvršila velik broj uspješnih akcija protiv britanskih trupa, primjerice napad na 18 vojnika pomoćne divizije u zasjedi, ili napad na 13 britanskih vojnika u Millstreetu sljedeće godine. U zasjedi u Crossbarryju, stotinjak irskih vojnika se sukobilo s britanskim odredom od 1200 vojnika, te im pobjeglo. U Dublinu, "Odred" i dijelovi IRA-ine Dublinske brigade su se spojili u Aktivnu služačku službu, pod vodstvom Oscara Traynora, i izvodili barem tri napada na britansku vojsku dnevno. To su uglavnom bili napadi vatrenim oružjem i bombama na britanske patrole. Izvan Dublina i Mustera, došlo je samo do izoliranih područja izrazite vojne aktivnosti. Na primjer, u pokrajni Longford, IRA pod vodstvom Seána Mac Eoina je izvela velik broj dobro planiranih zasjeda i uspješno branila selo Ballinalee protiv napada "Black and Tan" jedinica. U Mayou, gerilski rat većih dimenzija nije izbio do proljeća 1921. kada su dva britanska odreda bili napadnuti u zasjedama u Carrowkennedyju i Tourmakeadyju. Drugdje, borbe su bile rjeđe i manje intenzivne. 
U Belfastu se vodio rat potpuno različit od ostatka zemlje. Područje je s većinskom protestanskom populacijom i djelovanja IRA-e su imala za posljedicu osvetu protestanata na katoličku manjinu. IRA u Belfastu i na sjeveru Irske, djelovala je uglavnom kako bi zaštitila katolike od protestanata i britanskih trupa, i započela je s kampanjom paleža tvornica i gospodarski važnih objekata. Nasilje u samom Belfastu, koje se nastavilo do listopada 1922. potrajalo je daleko nakon primirja, i uzelo je živote 400 do 500 ljudi.
U travnju 1921. IRA je ponovno reorganizirana, i dobila je podršku parlamenta, te se polako pretvara u formalnu vojsku. Nastaju divizije sa zapovjednicima za velike dijelove zemlje. U praksi, to je imalo mali efekt na lokaliziranu prirodu gerilskog ratovanja.
Do kraja rata, IRA je bila pod velikim pritiskom zbog dolaska još britanskih vojnika i kroničnog nedostatka oružja i streljiva. Pretpostavlja se da je IRA imala oko 3 tisuće pušaka (koje su uglavnom ukradene Britancima), s većim brojem sačmarica i pištolja. Ambiciozan plan da se dobavi oružje iz Italije je propao kada novac nije došao do trgovaca oružjem. Prema kraju rata, IRA je dobavila nepoznat broj Thompson automatskih pušaka iz SAD-a, ipak, 450 njih je presrela američka carinska služba, a ostali su stigli u Irsku kratko prije primirja.

## Stradanja na obje strane
Irski rat za neovisnost bio je brutalan i krvav, s nasiljem i okrutnostima na obje strane. Britanci su poslali stotine veterana Prvog svjetskog rata da bi pomogli RIC-u. Veterani su bili odjeveni u crne policijske uniforme i smeđe (bež zapravo) vojne uniforme (zbog nedostatka zaliha), što je prema jednoj od etimonologija, dovelo do nadimka Black and Tans (crni i smeđi). Okrutnost "Black and Tans" postrojbi je postala legendarna, iako su najbrutalniji činovi pripisani Pomoćnoj diviziji. Jedan od najvećih kritičara Black and Tansa je bio kralj George V.
Tipične britanske osvete protiv djelovanja IRA-e su bile paleži civilnih domova i manjih tvrtki, iako vlasnici često nisu imali nikakve veze s IRA-om. Osim toga, nakon srpnja 1920-te, britanske su snage započele sa smaknućem zatvorenika, na što je IRA odgovorila smaknućem britanskih zatvorenika, koje su zatim javno bacali po cestama.
Jedna od najvećih zlodjela se zbilo u Dublinu u studenom 1920-te, i do danas je poznat pod nazivom "Krvava nedjelja" (ne smije se miješati s Krvavom nedjeljom pedesetak godina poslije), kada je Collinov "odred" smaknuo 14 britanskih agenata, neke pred njihovim ženama i djecom. Kao osvetu, britanske su snage otvorile vatru na publiku na nogometnom stadionu, Croke Park, u Dublinu, i ubile 14 civila. Prema kraju dana, dva istaknuta člana republikanske stranke uhićena su i smaknuta.
Osim toga, IRA je uključena u uništavanje mnogih civilnih domova u Munsteru, koji su pripadali poznati Lojalistima, koji su pomagali snagama Krune, i koje su spaljene kako bi obeshrabrili uništavanje domova Republikanaca. Mnoge povijesne zgrade su uništene,  od kojih je najpoznatija carinska kuća u Dublinu.
Ovo je također bilo razdobolje socijalnih nemira u Irskoj, uz brojne štrajkove i ostale pokazatelje socijalne podijeljenosti. U ovim slučajevima, IRA je često djelovala kao agent socijalne kontrole i stabilnosti, kako bi očuvala nacionalno jedinstvo u teškom sukobu. IRA je isto tako korištena kako bi slamala štrajkove.

## Procjene
Procjene efikasnosti IRA-inog djelovanja variraju. IRA u nijednom smislu nije pobijedila britansku vojsku u Irskoj, niti je ikad mogla s njima voditi konvencionalni rat. Međutim, gerilsko ratovanje je pretvorilo Irsku u zemlju koja se mogla kontrolirati samo vojnom silom. Politički, vojni i financijski troškovi britanske okupacije Irske bili su preveliki i zbog toga je Britanska vlada započela pregovore s političkim vođama Irske. 

## Primirje i sporazum
David Lloyd George, tadašnji britanski premijer, bio je pod izraziti pritiskom (iz vana i iznutra) da izvuče što može iz trenutne situacije. Do tada, smatrao je da je IRA zločinačka banda. Nenadan poziv na mir došao je od kralja Georga V., koji je u svom govoru u Belfast pozvao zaraćene strane na mir. 
Primirje je potpisano 11. srpnja 1921. godine. 8. srpnja de Valera se susreo s generalom Macreadyjem, vođom britanskih snaga u Irskoj. IRA je trebala prestati s napadima, a britanska vojska ostati u barakama za vrijeme trajanja pregovaranja. Mnoge lokalne vođe IRA-e su smatrali da je primirje samo privremen prekid borbi. Nastavili su regrutirati i trenirati volontere, zbog čega je do početka 1922. IRA imala preko 72 tisuće ljudi.
Sporazumi o Anglo-irskom primirju započeli su krajem 1921. u Londonu. Irsku delegaciju predvodili su Arthur Griffith i Michael Collins.
Najsporniji dijelovi sporazuma su bili ukidanje Irske republike, proglašene 1919. godine, status Irske kao slobodne države pod zaštitom Britanske zajednice naroda, i britansko zadržavanje određenih luka na južnoj obali Irske. Ovi su dijelovi sporazuma uzrokovali raspad IRA-e i Irski građanski rat.
Irska je podijeljena na sjevernu i južnu. Sjevernoj Irskoj dana je mogućnost da se povuku iz novonastale države, što je i parlament Sjeverne Irske i napravio, nakon čega su i ustanovljene i granice.

## IRA i primirje
Vodstvo IRA-e je bilo duboko podijeljeno oko odluke treba li ratificirati sporazum. Unatoč tome što je Michael Collins - de facto vođa IRA-e, ispregovarao sporazum, mnogi u IRA-i su bili protiv njega. U samom vodstvu, 9 je članova bilo za sporazum, a 4 protiv. Ipak, mnogi manji vođe lokalnih jedinica su bili protiv sporazuma, te su počeli svoje nezadovoljstvo otvoreno pokazivati. Prema nekim procjenama, 70 do 80% članova IRA-e je bilo protiv sporazuma. 
Obe strane su se slagale da je IRa odana irskom parlamentu, ali oni koji bili protiv sporazuma su smatrali da IRA više ne mora služiti parlamentu jer je prekršio zakletvu. Tražili su da IRA više ne bude odana parlamentu. Liam Ford, vođa IRA za područje Srednjeg Limercka, izdao je proglas "Mi više ne priznajemo trenutno vodstvo vojske, i obnavljamo našu vjernost postojećoj Irskoj republici". Ovo je bila prva postrojba IRA-e koja je odbila sporazum.
22. ožujka, Rory O'Connor je održao press konferenciju u kojoj je rekao da IRA više neće slušati parlament, koji je prekršio zakletvu prema kojoj su trebali služiti Irskoj republici. Odbacio je parlament, i najavio osnivanje središnjeg tijela IRA-e koje će kontrolirati IRA-u u cijeloj zemlji, te na pitanje znači li to vojnu diktaturu, odgovorio: "Možete moje riječi shvatiti kako hoćete."
28. ožuka, središnje tijelo protusporazumske IRA-e je izdalo proglas u kojem su izjavili da ministarstvo obrane više nema nikakvu kontrolu na IRA-om. Isto je tako pozvalo na prekid novačenja policije i vojske za novostvorenu državu, i naredilo je svim jedinicama IRA-e da ponove svoju zakletvu prvotnoj Irskoj republici. Time je započeo Irski građanski rat.